# Leblebici Horhor Agà
Leblebici Horhor Agà o (Leblebici Horhor Ağa en turc) és una de les primeres operetes turques. Composta per Tigran Txukhadjian sobre un el llibret de Takvor Nalyan, ambdós armenis otomans. La primera representació es va realitzar l'11 de gener de 1876 a Istanbul. És l'obra més representativa de Çuhacıyan.

## En el cinema
Yeşilçam va realitzar tres pel·lícules de Leblebici Horhor Ağa, totes amb el mateix nom, els anys 1916 (incompleta), 1923 i 1934.